# Asłanbek Estebesow
Asłanbek Kengeszbekowicz Estebesow (ur. 14 maja 1978) – kirgiski zapaśnik walczący w stylu wolnym. Brązowy medalista na igrzyskach centralnej Azji w 1999. Wicemistrz Azji juniorów w 1998 roku.